# Parc omnisports Suzanne Lenglen
Der Parc omnisports Suzanne Lenglen ist eine Grünfläche im 15. Arrondissement von Paris.

## Lage und Namensursprung
Die Anlage wurde nach der französischen Tennisspielerin Suzanne Lenglen (1899–1938) benannt. Das Areal liegt im Westen von Paris an der Grenze zum Département Hauts-de-Seine zwischen folgenden Straßen: Rue Louis Armand, Boulevard Gallieni und Boulevard des Frères Voisin.

## Geschichte
Der Park wurde 1977 an der Grenze zur Gemeinde Issy-les-Moulineaux angelegt. Er liegt zwischen den Sportanlagen Aquaboulevard und dem Hubschrauberlandeplatz Issy-les-Moulineaux nahe bei der Base aérienne 117 der französischen Luftstreitkräfte.
Die Pariser Stadtverwaltung kündigte im September 2022 die Erweiterung des Parks um 3,5 zusätzliche Hektar bis 2025 vom Hubschrauberlandeplatz aus an.

## Besonderheiten

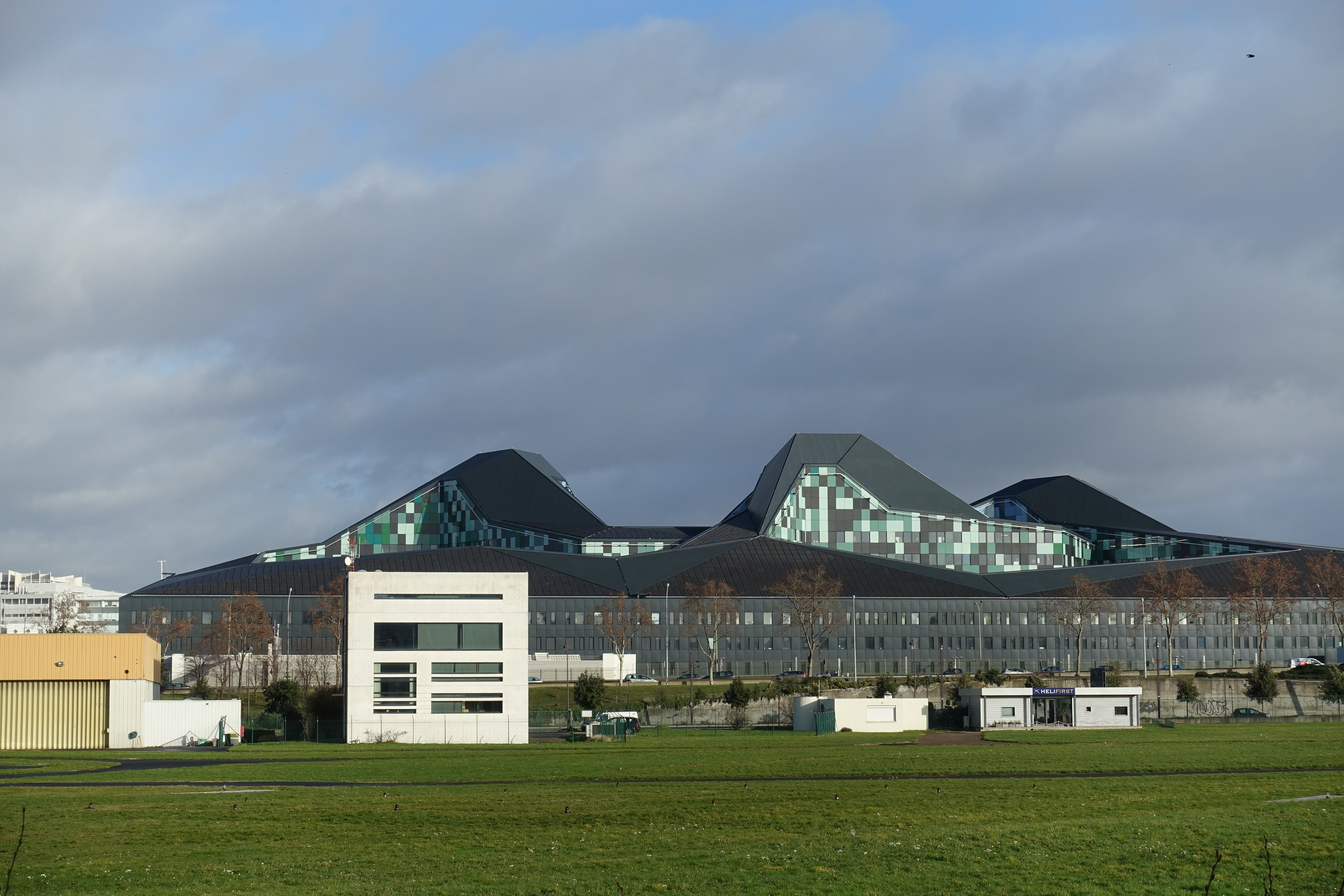
Hexagone Balard vom Park aus gesehen

Viele Sportplätze sind über lange, gewundene, üppig bepflanzte Gassen und kleine künstliche Hügel verstreut: Fußball, Tennis, Boccia, Rugby, Leichtathletik, Basketball und Handball.
Es gibt einen Spielplatz mit Schaukeln und Rutschen und eine ökologische Gartenanlage.
Eine Besonderheit der Anlage ist, dass die Sportplätze in den Landschaftsgarten so integriert sind, dass Sportler in angenehmer Umgebung trainieren können, ohne den Spaziergängern zu nahe zu kommen.